# 8066 Poldimeri
A 8066 Poldimeri (ideiglenes jelöléssel 1980 PB2) a Naprendszer kisbolygóövében található aszteroida. Richard Martin West fedezte fel 1980. augusztus 6-án.